# Apanteles crassicornis
Apanteles crassicornis är en stekelart som först beskrevs av Léon Abel Provancher 1886.  Apanteles crassicornis ingår i släktet Apanteles och familjen bracksteklar. Inga underarter finns listade i Catalogue of Life.